# Souffrignac
Souffrignac település Franciaországban, Charente megyében. Lakosainak száma 149 fő (2022. január 1.). Souffrignac Feuillade, Mainzac, Javerlhac-et-la-Chapelle-Saint-Robert és Varaignes községekkel határos.

## Népesség
A település népessége az elmúlt években az alábbi módon változott:
| Lakosok száma | 182  | 148  | 130  | 130  | 154  | 141  | 134  | 127  | 135  | 149  |
|               | 1968 | 1982 | 1990 | 2006 | 2013 | 2015 | 2017 | 2019 | 2020 | 2022 |